# Alyxia linearis
Alyxia linearis är en oleanderväxtart som beskrevs av F. Markgraf. Alyxia linearis ingår i släktet Alyxia och familjen oleanderväxter. Inga underarter finns listade i Catalogue of Life.